# گوتروکس
گوتروکس (به لاتین: Goutroux) یک منطقهٔ مسکونی در بلژیک است که در شارلروآ واقع شده‌است. گوتروکس ۲٫۵۶ کیلومتر مربع مساحت و ۳٬۲۷۹ نفر جمعیت دارد،.